# فغر الحاجز الأذيني
فغر الحاجز الأذيني هو إجراء جراحي يتم فيه إنشاء ثقب صغير بين حجرتي القلب العلويتين، الأذينين. يستخدم هذا الإجراء في المقام الأول لتخفيف أعراض تبدل الشرايين الكبرى اليميني (يُسمى عمومًا انقلاب وضع الأوعية الكبرى)، وهو مرض قلبي خلقي زراقي يُشاهد عند الرضع. تُنفذ قبل جراحة تبديل الشرايين. استُخدم فغر الحاجز الأذيني أيضًا بشكل محدود كعلاج جراحي لفرط ضغط الدم الرئوي. طُورت إحدى التقنيات الشائعة في عام 1966 من قبل طبيب القلب الأمريكي ويليام راشكيند في مستشفى الأطفال في فيلادلفيا. أُجريت أول جراحة لفغر الحاجز الأذيني من قبل فيفيان توماس على الكلاب وأجريت على البشر من قبل ألفرد بلالوك.
هناك نوعان لهذا الإجراء: فغر الحاجز الأذيني بالبالون (يُسمى أيضًا فغر الحاجز الأذيني داخل الأوعية، فغر الحاجز الأذيني بالبالون لراشكيند، أو إجراء راشكيند) وفغر الحاجز الأذيني بالشفرة (يُسمى أيضًا فغر الحاجز الأذيني بالبالون الاستاتيكي).

## دواعي الاستعمال
في القلب الطبيعي، يُضخ الدم غير المؤكسج (الأزرق) من الجانب الأيمن من القلب، عبر الشريان الرئوي، إلى الرئتين إذ تحدث أكسجته. هذه هي الدورة الدموية الصغرى. يعود الدم الغني بالأكسجين (الأحمر) إلى جانب القلب الأيسر، عبر الأوردة الرئوية، ويُضخ عبر الشريان الأبهر إلى بقية أنحاء الجسم، بما في ذلك عضلة القلب نفسها. هذه هي الدورة الدموية الكبرى، الحلقة الأخرى من الجهاز القلبي الرئوي المترابط.
في حال تبدل الشرايين الكبرى اليميني، تكون بعض الأوعية الدموية الرئيسية متصلة مع بعضها على نحوٍ خاطئ، لذلك يُضخ الدم الفقير بالأكسجين من الجانب الأيمن مباشرة عبر الشريان الأبهر إلى أنحاء الجسم والقلب نفسه، متجنبًا الرئتين تمامًا، بينما يضخ القلب الأيسر الدم الغني بالأكسجين باستمرار إلى الرئتين عبر الشريان الرئوي. يعد هذا المرض مهددًا للحياة بسبب انخفاض مستويات الأكسجين في جميع أنحاء الجسم. يسمح فغر الحاجز الأذيني لمزيد من الدم الغني بالأكسجين بالانتشار إلى أنحاء الجسم. يُعتبر هذا الإجراء حلًا مؤقتًا يهدف إلى مساعدة المريض على البقاء على قيد الحياة حتى إمكانية إجراء جراحة تصحيحية أخرى.
في حالة فرط ضغط الدم الرئوي، يؤدي ضغط الدم المرتفع بشكل غير طبيعي في الأوعية الدموية الموجودة داخل الرئتين والمتصلة بهما إلى الضغط على الجانب الأيمن من القلب، ما قد يسبب فشل القلب الأيمن. يخفف فغر الحاجز الأذيني بعض هذا الضغط، لكن على حساب انخفاض مستويات الأكسجين في الدم (نقص التأكسج). كما هو الحال مع تبدل الشرايين الكبرى اليميني، لا تُعتبر هذه الجراحة حلاً نهائيًا للمشكلة الطبية الأساسية.

## الإجراء
تُجرى جراحة فغر الحاجز الأذيني غالبًا على الأطفال الذين يعانون من تبدل الشرايين الكبرى اليميني أو غيرها من أمراض القلب الزراقي. في هذه الحالات، يُوجّه قسطر بالوني عبر الوريد الكبير في الأذين الأيمن، أثناء قسطرة القلب. تُمرر القسطرة في الثقبة البيضوية، وهي فتحة موجودة بشكل طبيعي بين الأذينين وعادةً ما تنغلق بعد الولادة بفترة قصيرة. يُنفخ البالون في نهاية القسطرة لتكبير الثقبة البيضوية بما يكفي لتفتح. هذا يسمح لمزيد من الدم المؤكسج بالدخول إلى القلب الأيمن (خاصةً في حالة تبدل الشرايين الكبرى اليميني) حيث يمكن ضخه إلى باقي الجسم. يُفرغ البالون بعدها وتُزال القسطرة.
أحيانًا لا تكون الجراحة الأولية ناجحة تمامًا، أو تجعل عوامل أخرى فغر الحاجز الأذيني بالبالون أمرًا مستحيلًا، كما في حالة المريض الأكبر سناً الذي أُغلقت الثقبة البيضوية لديه بالفعل. عندها تُنفذ جراحة فغر الحاجز الأذيني بالشفرة. تكون تفاصيل الإجرائين متشابهة إلى حد كبير، عدا أن الشفرة الصغيرة الموجودة في نهاية القسطرة تُستخدم أولاً لإنشاء فتحة بين الأذينين الأيمن والأيسر، قبل إدخال البالون.
تُجرى جراحة فغر الحاجز الأذيني بالبالون لراشكيند أثناء قسطرة القلب (القسطرة القلبية)، إذ يُستخدم قسطر بالوني لتكبير الثقبة البيضاوية أو الثقبة البيضاوية السالكة أو في حالة عيب الحاجز الأذيني بهدف زيادة تشبع الأكسجين لدى المرضى المصابين بأمراض القلب الخلقية الزراقية. طُورت الجراحة في عام 1966 من قبل الجراحين الأمريكيين ويليام راشكيند وويليام ميلر في مستشفى الأطفال في فيلادلفيا.